# Drakón
Drakón (starořecky Δράκων, * kolem 650 př. n. l.) byl starověký athénský státník, který jako první zapsal a zveřejnil tradované athénské zákony. Tyto zákony se vyznačují velmi přísnými tresty (např. trest smrti za krádež), a ačkoli je Drakón sám patrně zmírnil a zdokonalil, slovo drakonický znamená dodnes přísný. Do jaké míry Drakón proměnil athénskou ústavu je předmětem sporů.

## Život
O Drakónově životě není známo téměř nic, snad jen že pocházel ze starého rodu Eupatridů. Za 39. Olympiády, kolem roku 620 př. n. l. sepsal tradované athénské zákony a zveřejnil je na agoře, čímž vznikl první psaný athénský zákoník. Byzantská encyklopedie Suda z 10. století zaznamenává okolnosti jeho smrti. Drakón se zúčastnil představení v aigínském divadle, kde diváci podle svého zvyku dávali najevo nadšení nad výkonem herců vyhazováním svých svršků a klobouků do vzduchu. Na Drakóna se sesypalo takové množství tohoto potlesku, že pod ním upadl a udusil se. Aigínští ho poté ve stejném divadle pohřbili.

## Drakónovy zákony
I když obsah Drakónova zákoníku není jeho dílem, jeho čin měl veliký význam především proto, že tyto zákony sepsal a zveřejnil. Předtím je totiž znali jen patriciové a členové soudů a ostatní občané se tedy nemohli bránit, pokud je soud vykládal tendenčně. Zákony (thesmoi, θεσμοί) byly napsány na dřevěných deskách a vystaveny na agoře. Nazývaly se axones (άξονες), protože se daly otáčet. Kromě toho byly vytesány do kamene, který stál v „Královském sloupořadí“. Drakón sám zavedl dvě novinky, především rozlišil vraždu a neúmyslné zabití a za druhé pro různé druhy zločinů určil příslušné soudy. Tím také zakázal krevní mstu, dříve legitimní způsob odvety za vraždu.
Drakónovy zákony byly pověstné přísností trestů, protože dluhy trestaly prodejem do otroctví a i zahálku nebo krádež trestaly smrtí. Podle Plútarcha, když se Drakóna ptali, proč trestá smrtí i méně vážné zločiny, řekl prý, že si to zaslouží, kdežto pro ty nejtěžší zločiny že už nemá přiměřený trest. Proto se už ve starověku přísné tresty označovaly jako drakónské nebo drakonické.

## Reforma ústavy
Roku 1890 byl v Egyptě objeven rukopis díla „Athénská ústava“, připisovaného Aristotelovi. V něm se Drakónovi přisuzuje i řada změn athénské demokracie, které jiné prameny nezmiňují. Text kromě toho nemluví příliš jasně a zřetelně. Podle něho rozšířil Drakón volební právo na všechny muže, kteří si mohli opatřit vojenskou výzbroj. Ti pak volili devět archontů, stratégy a velitele jízdy, kteří museli prokázat jednak určitý majetek, jednak že mají legitimního syna, staršího než deset let. Reformy búlé čili Rady čtyř set, vybírané losem ze všech čtyř hlavních athénských rodů, přisuzují jiní Solónovi. Po Solónových a Kleisthenových reformách se Rada stala základem athénské demokracie.